# Knjižničarstvo
Knjižničarstvo ili bibliotekarstvo (eng. library science) je znanost koja se bavi knjižnicama.
Smisao knjižnice je korištenje u njoj pohranjenog knjižničnog fonda. Knjižnični fond u velikoj mjeri čine knjige, ali i drugi predmeti kao što su fotografije, slike, karte, glazbeni i slikovni magnetski i digitalni zapisi, računalni sadržaji, igračke i mnoge druge vrste sadržaja (u nastavku ovoga članka se riječju knjiga misli na sve ove vrste sadržaja). 
Poslovanje knjižnice čine sljedeće aktivnosti:
- izgradnja i održavanje knjižničnog fonda (nabava knjiga, briga o njihovom stanju, fizička zaštita knjiga, popravci knjiga, te pročišćavanje fonda),
- izgradnja i održavanje knjižničnoga kataloga (katalogizacija),
- korištenje fonda (čitanjem u čitaonici ili kroz posudbu korisnicima),
- pomoć korisnicima u traženju informacija ili korištenju knjižnične građe i
- druge aktivnost koje se odvijaju u knjižnicama.

## Katalogizacija
Knjižnični katalog pomaže knjižničarima i korisnicima identificirati i pronaći knjigu u knjižnici (po naslovu, autoru, temi i drugim kriterijima). 
Katalozi nastaju postupcima formalne i sadržajne katalogizacije. Katalogizacija je aktivnost kojom se podaci o knjizi odabiru prema pravilima, zapisuju se na standardni način, i prikladno se organiziraju radi kasnijeg pretraživanja. Ovi podaci čine bibliografski opis, temelj bibliografije i knjižničnih kataloga.
- Formalnu katalogizaciju čini izbor podataka o knjizi s naslovne stranice knjige, drugih sličnih stranica u knjizi (naslov, autor, izdavač, godina izdanja itd.), te o njenom fizičkom obliku (dimenzije, broj stranica i sl.), i njihovo zapisivanje na standardni način. Formalnom katalogizacijom nastaju podaci za abecedni, naslovni, autorski, matični, mjesni i slične kataloge.

- Sadržajnu katalogizaciju čini izbor i zapisivanje pojmova i oznaka koje govore o sadržaju knjige. Sadržajnom katalogizacijom nastaju podaci za stručne i predmetne kataloge.

- Klasifikacija je aktivnost kojom se knjizi i drugom predmetu iz knjižničnog fonda određuje jedna ili više klasifikacijskih (stručnih) oznaka, koje kazuju 'o čemu se radi'. Klasifikacijske oznake olakšavaju pronalaženje knjižnične građe u stručnim katalozima i često se koriste kao mehanizam za fizički blizak smještaj knjižnične građe koja govori o sličnom predmetu. Za klasifikaciju knjižnične građe se u hrvatskim knjižnicama najčešće koristi Univerzalna decimalna klasifikacija (UDK, engl. UDC). U svijetu su joj popularne alternative Deweyeva decimalna klasifikacija, klasifikacija američke Kongresne knjižnice, Blissova bibliografska klasifikacija i Ranganathanova analitičko-sintetička klasifikacija.

## Kataložna pravila
Hrvatska knjižničarska tradicija je povijesno utemeljena na Pruskim pravilima, a od 1961. na Pariškim načelima. Pariška su načela bila temelj za oblikovanje serije IFLA-inih (International Federation of Library Associations and Institutions) opisa pravila za oblikovanje bibliografskih zapisa pod nazivom ISBD (International Standard Book Description). Eva Verona je na temelju Praških načela i ISBD-a izradila Pravilnik i priručnik za izradbu abecednih kataloga (PPIAK) koji je u radu koristila većina jugoslavenskih knjižnica.

## Katalozi i bibliografije
Tradicionalni knjižnični ('papirnati') katalog je skup ladica napunjenih kataložnim listićima. Računalni knjižnični katalog je programski sustav s bazom podataka u kojoj se čuvaju bibliografski opisi, s dijelom koji podupire cjelokupno knjižnično poslovanje i dijelom koji služi za javni pristup korisnika katalogu (Online Public Access Catalog - OPAC). Tradicionalni katalog je zbog ograničenih mogućnosti zapisa i pretraživanja bio izrađivan u obliku više skupova kataložnih listića sa sličnim podacima ali poslaganim na različite načine, dok je računalni knjižnični katalog jedan skup podataka, ali prikaziv i pretraživ na mnogo načina.
Knjižnični katalog sadrži podatke o knjižničnom fondu jedne ili više knjižnica, dok bibliografija navodi knjige jednog ili više autora, o ili s nekog greografskog, jezičnog, etničkog ili državnog područja, iz nekog vremenskog razdoblja, ili o nekoj temi od posebnoga interesa za autora bibliografije.

## Poveznice
- Pet zakona bibliotekarstva
- Bibliometrija
- Siva literatura

## Vanjske poveznice
- Hrvatsko knjižničarsko društvo
- Hrvatska nacionalna i sveučilišna knjižnica
- Katedra za bibliotekarstvo na Filozofskome fakultetu u Zagrebu  Arhivirana inačica izvorne stranice od 23. veljače 2007. (Wayback Machine)
- Hrvatska udruga školskih knjižničara